# Tragisk hjälte
En tragisk hjälte är en hjälte eller antihjälte som det är synd om. Den tragiske hjälten kan till exempel vara sinnessjuk, deprimerad eller olyckligt kär, eller så kanske han helt enkelt inte vet det han behöver veta. Den tragiske hjälten tenderar att råka illa ut (ev. dö) i slutet av historien.
Exempel på figurer som kan tolkas som tragiska hjältar:
- Don Quijote
- Oidipus
- Olyckliga kärlekspar som Romeo och Julia och Tristan och Isolde.

Se även:
- Antihjälte
- Hjälte
- Tragedi